# Historisch Centrum van Mexico-Stad
Het Historisch Centrum (Spaans: Centro Histórico) is een wijk in Mexico-Stad. Het is gelegen in de gemeente Cuauhtémoc.
Het Historisch Centrum is, zoals haar naam doet vermoeden, het oudste deel van Mexico-Stad. Het centrum van Tenochtitlan, de Azteekse voorganger van Mexico-Stad, lag op dezelfde plek, en ook in de koloniale periode was het al het centrum van Mexico-Stad. Hier bevinden zich dan ook de meeste bezienswaardigheden. Centraal gelegen is de Plaza de la Constitución, het Zócalo van Mexico-Stad. Aan dit plein bevinden zich de Kathedraal van Mexico-Stad en, Nationaal Paleis en de ruïnes van de Azteekse Templo Mayor. Andere bekende gebouwen en plaatsen zijn het Plaza Manuel Tolsá, het Alameda Central, het Paleis voor Schone Kunsten, het Congres van de Unie en het Hemiciclo a Benito Juárez.
Het Historisch Centrum van Mexico-Stad is samen met de wijk Xochimilco opgenomen in de lijst van Werelderfgoed.

Panorama van Mexico (L'Illustration, 1862)

Agavelandschap en oude industriële faciliteiten van Tequila · Hydraulisch systeem van het aquaduct van Padre Tembleque · Oude Mayastad en beschermde tropische regenwouden van Calakmul, Campeche · Historische versterkte stad Campeche · Precolumbiaanse stad Chichén Itzá · Centrale Universiteitsstadscampus van de Nationale Autonome Universiteit van Mexico · Biosfeerreservaat El Pinacate y Gran Desierto de Altar · El Camino Real de Tierra Adentro · Precolumbiaanse stad El Tajín · Franciscaanse missieposten in de Sierra Gorda van Queretaro  · Historische stad Guanajuato en aangrenzende mijnen · Hospicio Cabañas, Guadalajara · Eilanden en beschermde gebieden in de Golf van Californië · Luis Barragánhuis en -studio · Historisch Centrum van Mexico-Stad en Xochimilco · Vroeg-16e-eeuwse kloosters op de hellingen van de Popocatépetl · Historisch centrum van Morelia · Historisch centrum van Oaxaca en Monte Albán · Precolumbiaanse stad en nationaal park Palenque · Archeologische zone van Paquimé, Casas Grandes · Historisch centrum van Puebla · Historische monumentenzone van Querétaro · Revillagigedo-archipel · Biosfeerreservaat van de monarchvlinder · Rotstekeningen van de Sierra de San Francisco · Beschermde stad San Miguel en het Heiligdom van Jesús de Nazareno de Atotonilco · Sian Ka'an · Precolumbiaanse stad Teotihuacan · Historische monumentenzone van Tlacotalpan · Precolumbiaanse stad Uxmal · Walvisreservaat van El Vizcaíno · Archeologische monumentenzone van Xochicalco · Historisch centrum van Zacatecas · Tehuacán-Cuicatlánvallei: oorspronkelijke habitat van Mesoamerika
- Library of Congress Control Number: n96118992
- Nationale Bibliotheek van Israël: 987007535652605171
- Virtual International Authority File: 132696648
- WorldCat: E39PBJv4gkgPWRQvbVmqxpwKVC